# 环纹金沙蟹
环纹金沙蟹（学名：Lydia annulipes）为扇蟹科金沙蟹属的动物。分布于日本、夏威夷、土阿莫土群岛、塔希提岛、萨摩亚群岛、斐济、马绍尔群岛、吉尔伯特群岛、印度尼西亚、可可群岛、阿曼湾、塞舌耳群岛、台湾岛以及中国大陆的西沙群岛等地，生活环境为海水，多见于近岸带或珊瑚礁浅水中。